# Étang du Bois Neuf
L'étang du Bois Neuf est un étang semi-artificiel situé sur le territoire de la commune vaudoise d'Étagnières, en Suisse.

## Géographie
Il est situé à une altitude de 597,4 m dans le Bois Neuf, partie de la forêt des Bois d'Orjulaz qui se situe sur le territoire communal d'Étagnières. L'étang se trouve rattaché au bassin versant du Rhin. En effet, le Trési se jette dans le Bullet, qui lui se jette dans la Mortigue. Il est néanmoins voisin du bassin du Rhône, car le Grand-Marais est la source de la Chamberonne qui se jette dans le lac Léman.
La source principale de l'étang est cependant la nappe phréatique. D'une profondeur maximale de 4 m, sa hauteur peut varier de plus ou moins 1 m ; elle est de 80 cm sur les bords. La surface du plan d'eau est de 2 230 m2, soit 0,22 ha.

## Histoire

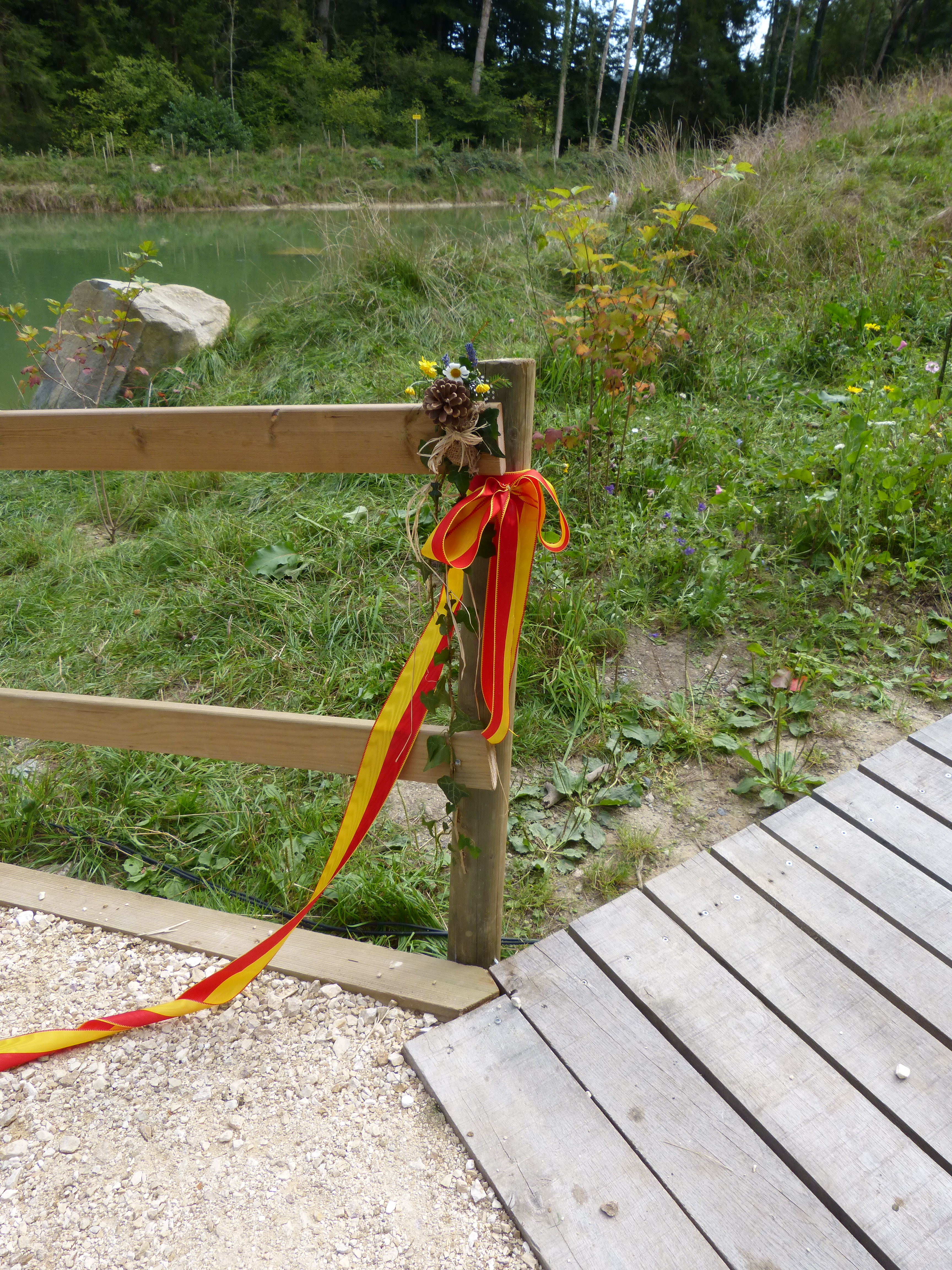
Ruban inaugural de la passerelle sur l'étang coupé lors de la journée d'inauguration de l'étang.

Après que le syndicat d'améliorations foncières de la commune d'Étagnières aient valorisé les terrains agricoles, il n'y a plus d'étang sur le territoire communal à la fin des années 1970. L'idée d'avoir à nouveau un étang à Étagnières émerge au sein de la municipalité. En 2003 une première initiative pour un étang de pêche situé dans le Bois André est refusée par le service des forêts à cause de la présence d'orchis à feuilles larges. Puis en 2008, un second projet d'étang en lisière du Bois André est proposé. Celui-ci est à nouveau refusé car la transformation de terrains agricoles en étang n'est pas envisageable. Finalement, en 2012, la région du Bois Neuf est sondée et évaluée suffisamment humide pour proposer un étang de pêche. Les sols des terrains du bas du village sont très humides et ne se prêtent ni à l'implantation de zones agricoles, ni à la sylviculture. En effet, ils sont attenant au Grand-Marais qui se trouve sur le territoire de la commune de Boussens. Un projet d'implanter un étang à cet endroit est alors lancé par le municipal Jean-Louis Grivet. Le projet est approuvé par toutes les instances.
Durant l'été et l'automne 2014, le terrain est creusé et des passerelles en bois sont aménagées afin de pouvoir accéder à l'étang. Ce dernier est raccordé au petit ruisseau du Trési qui, en addition de l'humidité intrinsèque du lieu, rempli le trou. Le but de cet étang et multiple. Il est aussi bien un endroit de promenade, qu'un site pédagogique sur lequel se trouve une représentation de la faune et de la flore locale.
L'inauguration de l'étang a lieu le 12 septembre 2015 par la Société de développement d'Étagnières. L'étang du Bois Neuf est le 19e étang de pêche dans le canton de Vaud et le premier situé dans le Gros-de-Vaud. Il est aussi le premier étang entièrement situé dans une forêt.

## Faune

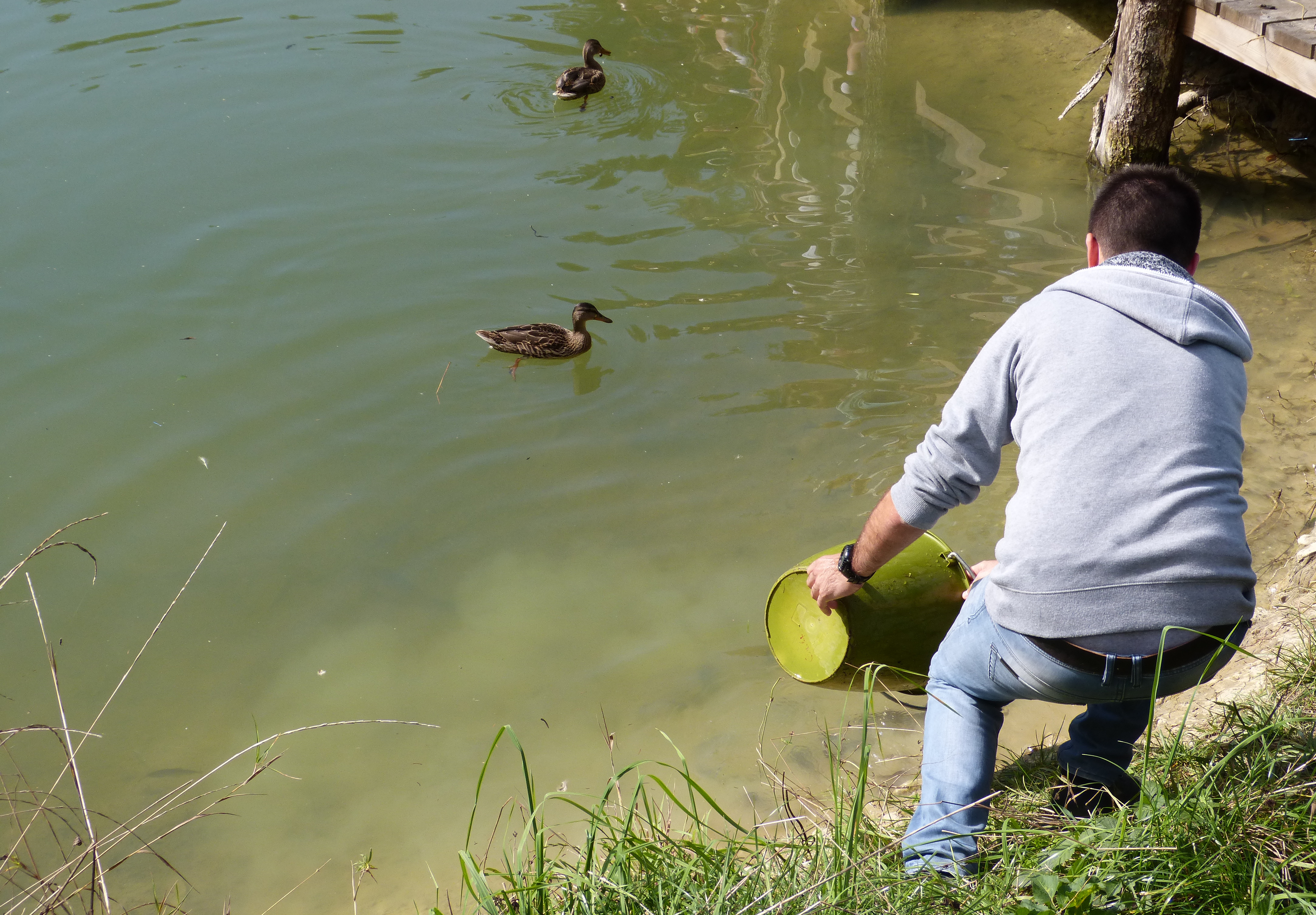
Empoissonnement de l'étang lors de la journée d'inauguration de l'étang.

Le Trési ne comportant aucun poisson, l'étang est empoissonné le 12 septembre 2015, le jour de l'inauguration, après que la fosse se soit remplie naturellement. L'étang est ouvert à la pêche sur sa rive nord-ouest. Les poissons introduits sont notamment des cyprinidés tels que le vairon, la Carpe commune ainsi que sa variante la carpe miroir, le rotengle et le gardon. Un carnassier est aussi introduit : le brochet. Par la suite, la perche sera aussi introduite.
D'autres espèces animales telles que des batraciens sont aussi présentes. L'étang étant le lieu d'une représentation de la faune et de la flore locale.

## Flore
Diverses essences d'arbres poussant dans les forêts du Gros-de-Vaud sont plantées au bord de l'étang, il y a notamment plusieurs essences de chêne, de hêtre, de châtaignier, de sapins, de pins, d'érables, etc.